# Mi Valedor
Mi Valedor es una organización de la sociedad civil mexicana que, a través de la cultura, arte, incidencia y creación de redes de apoyo sanas, ofrece oportunidades para que personas en situación de calle o en riesgo de situación de calle, personas en situación de movilidad, adultos mayores y personas con discapacidad -llamados valedores- cambien positivamente su vida.
Promueven el desarrollo personal, ejercicio pleno de sus derechos, reinserción social y laboral y autonomía financiera a través de intervenciones basadas en la inclusión, justicia restaurativa, cuidados comunitarios y responsabilidad social.

## Historia
El proyecto inicia cuando María Portilla, inspirada en una revista callejera en Londres, decide traer este modelo a México y hacer la revista La Esquina de Mi Valedor, la única revista callejera del país. Desde su fundación, forma parte de la Red Internacional de Revistas Callejeras (INSP) (International Network of Street Papers). Para 2025 se han lanzado 36 volúmenes de la revista que exploran la riqueza y diversidad cultural y social a través del arte, fotografía, escritura y exploración creativa.
La revista tiene un modelo de autoempleo para poblaciones vulnerables a través de la venta de la misma, pero con el pasar de los años han evolucionado hacia un modelo integral y personalizado, en el que se toman en cuenta aspectos fundamentales para el bienestar holístico como la salud mental, acompañamiento médico, fortalecimiento de lazos comunitarios, recuperación de la identidad y exploración creativa y artística. La línea editorial también creció en los últimos años para incluir una colección de fanzines y libros hechos por valedores, para visibilizar y difundir sus historias, habilidades e intereses con una comunidad más amplia.
Desde el inicio, Mi Valedor trabaja principalmente en la alcaldía Cuauhtémoc en la Ciudad de México, alcaldía con la mayor concentración de población callejera en la capital mexicana. En estos 10 años, han acompañando a más de 500 personas como beneficiarias directas del programa, impartido más de 1000 talleres gratuitos, e impactado a más de 1000 personas a través de servicios ofrecidos en puntos de calle.

### Valedor
Según la RAE es una persona que ampara o protege a otra, en México es alguien que te hace valer, el que no te va a fallar, tu amigo, para Mi Valedor es una 
persona que vive en exclusión social o marginación, situación vulnerable o en riesgo o situación de calle, que vende las publicaciones y productos de Mi Valedor, recibe alguno de los servicios gratuitos y es parte de la familia valedora.
Las y los valedores se incorporan de manera voluntaria mediante campañas o brigadas de reclutamiento en puntos de calle, comedores comunitarios y albergues, así como por programas de referidos con valedores existentes e instituciones aliadas.

## Programas
Los programas que ofrece promueven la autonomía y buscan mejorar la calidad de vida de las y los valedores pensando en la reducción de daños por vida en condiciones precarias; el arte como un medio para hacer comunidad, la educación como un vehículo para lograr un cambio social, así como el autoempleo para promover la autonomía financiera y mejorar la calidad de vida.

### Programa de Inclusión Sociolaboral
Las y los valedores venden en espacios y eventos culturales, sociales y de esparcimiento, y participan activamente en la creación y diseño de la revista La Esquina de Mi Valedor, productos editoriales (fanzines y libros) y mercancía. Con esta forma de autoempleo, pueden acceder a una forma legítima de generación de ingresos para sus decisiones y proyectos personales. Al mismo tiempo, contribuye a sus habilidades sociales, creativas, de comunicación, ventas y organización y a eliminar barreras de discriminación en estos espacios.

### Programa de Salud Mental
Las y los valedores reciben terapia grupal quincenal y tienen la oportunidad de tomar sesiones individuales en las que exploran sus emociones y trabajan objetivos personales. Además, son acompañados en situaciones médicas, ya sea en emergencias, enfermedad, tratamiento o canalizando a instituciones públicas. 

### Programa de Inclusión Artística
Las y los valedores asisten semanalmente a diversos talleres que les permiten desarrollar habilidades artísticas y sociales, entre éstos se encuentra el taller permanente de Expresión Libre a través de las artes y algunos talleres de corta duración como: fotografía, inglés, redacción, finanzas, creación literaria, creatividad, entre otros. Los resultados del taller de Expresión Libre se han transformado en exposiciones artísticas en espacios como el Laguna, Centro Cultural de México Contemporáneo, Metro Tacubaya y varias galerías. 
También, han surgido talleres recurrentes como iniciativa de las y los valedores, voluntarios y equipo en Mi Valedor. Estos incluyen semanalmente el CineClub, La ValeBand (taller de música) y un taller de exploración creativa para valedoras. 

### Un Valedor en el Museo
En colaboración con distintos recintos culturales, lxs valedores cuentan con un punto fijo de venta de los productos editoriales y mercancía; actualmente el programa se encuentra en el Museo Franz Mayer, Huerto Roma Verde, Centro Cultural de España, Centro de la Imagen y el Museo Kaluz. 

### Programa de apoyo y asesoría académica
De acuerdo con las necesidades específicas de cada Valedor, se brinda asesoría en áreas como el uso de aparatos tecnológicos, registro y manejo de correos electrónicos, uso de aplicaciones de mensajería instantánea, bancarización y terapia del lenguaje. 

### Impulso laboral
En colaboración con el Instituto de Reinserción Social, dan empleo a personas que buscan reincorporarse al mundo laboral, ofrecen apoyo con empleos temporales y con asesoría en elaboración de CV y búsqueda de empleos permanentes al completar el programa con Mi Valedor. 

### Acompañamiento médico
Brindan acompañamiento a valedores que se encuentran en algún tratamiento, emergencia o enfermedad y canalizamos a quienes lo requieren a distintas instituciones públicas.

### Programa de recuperación y trámite de documentos de identidad
Acompañan a los beneficiarios que lo requieran a acercarse a las instancias pertinentes para recuperar documentos que les permitan incorporarse a tratamientos médicos, programas de gobierno, y otros para lograr acceder a sus derechos. 

### Recorridos culturales, educativos y recreativos
Como complemento del taller de inclusión artística y con apoyo de diversas instituciones, organizan recorridos quincenales a diversos museos y recintos culturales, lo cual brinda a valedores la oportunidad de fortalecer sus habilidades artísticas al mismo tiempo que socializan y mejoran sus habilidades sociales.

### Editorial
Además de La esquina de Mi Valedor, como editorial independiente se han lanzado varios fanzines y libros hechos por las y los valedores, que son herramientas de transformación social al visibilizar y alzar su voz desde sus experiencias, pensamientos y creatividad. 

## Incidencia

### Social, cultural y política
Mi Valedor busca borrar las barreras de discriminación y separación que existen entre beneficiarios y población que normalmente no tendría interacciones cercanas con ellos. Por esto, crean y participan en eventos que puedan generar una convivencia más horizontal y que inciten a un diálogo crítico y de reflexión. De esta manera, contribuyen a desestigmatizar creencias sobre personas en situación de calle y vulnerabilidad.

### Cultural
Se han llevado a cabo 7 exposiciones de arte hecho por las y los valedores y 3 bazares culturales de arte, ilustración y fotografía:
- Mirada Camarada. Primera exposición colectiva de Mi Valedor, combinando fotografía, dibujo y texto para abrir un diálogo acerca de la idea de comunidad a través del trabajo colectivo de valedores y colaboradores más cercanos. Laguna (2021), FES Iztacala (2022)
- 9 hechizos amarratodo para el apocalípsis punk. La instalación de arte-objeto fue resultado de varias semanas de talleres entre  valedores y Francisca Rodillo de Vicente, rompiendo paradigmas con el arte y la técnica para usar materiales inusuales. Centro Cultural del México Contemporáneo (2021)
- ¡Vaya, vaya, Tacubaya! La exposición fotográfica en vitrinas centrales de la estación de metro Tacubaya, con temática en común a la ciudad, sus coincidencias, tránsitos y colores, además de ser un resultado directo de los procesos artísticos y formativos que se llevan a cabo en Mi Valedor, además cuentó con la obra de algunos colaboradores como Berenice Fregoso, Martin Parr, Arturo Soto y Pawel Tarasiweicz que se sumaron a la exposición. Metro Tacubaya (2022)
- Nos faltó aire. Exposición de dibujos y grabados de "una ciudad que es un monstruo que nos devora y un sueño que nos enamora". Las piezas mostradas fueron resultado de los talleres de expresión libre con valedores. Estudio Edison 148 (2023)
- Busca mi casa en el cielo. Exposición de pintura y escultura resultado de varios meses en los que valedores estuvieron reflexionando individual y colectivamente sobre la idea de la muerte, originadas en el taller de arte y expresión libre. Galería Anomalía (2023), Instituto Mora (2023)
- Inhala profundo Fredi, se valiente. Presentación de libro y exposición de obras del valedor Fredi Cabrera en donde se escuchó la historia de Fredi, la vida en las calles y cómo se vincula al consumo de sustancias desde su propia experiencia. Casa Creatura (2023)
- Participación en Clavo, feria de arte en movimiento. Se presentaron pinturas, dibujos y obras diversas de valedores y colaboradores cercanos de Mi Valedor en Clavo, un movimiento independiente a favor de las galerías y los espacios de arte bajo un modelo expositivo más colaborativo y justo. Semana del Arte (2022), Semana del Arte (2024)
- Si me despiertan bruscamente, me han robado mi fortuna. El valedor Eliseo González García mostró en esta exposición fotográfica, que durante mucho tiempo documentó el sueño como otra forma de apropiación del espacio público por personas que, como él, habitan las calles de la CDMX. Esta fue acompañada por un conversatorio para escuchar las experiencias de valedores que han tenido que pernoctar en el espacio público, abriendo el diálogo y reflexión para todos. Eter Showroom (2024), Universidad de la Gran Bogotá (2024)
- Open Studio. El estudio de arte abrió sus puertas para pinturas, cerámica, esculturas y dibujos resultados de los talleres impartidos semanalmente como parte del programa de arte y expresión libre en Mi Valedor. La Buena Mancha (2024)
- Bodegón del Vicio. María Portilla, artista y fundadora de Mi Valedor presentó una exposición de pintura y escultura para explorar los efectos del estigma y prohibición, para cuestionarnos qué hacemos legal o ilegal. La exposición estuvo acompañada de una mesa de discusión en la que los ponentes exploraron la desestigmatización y un enfoque de reduccción de daños. Laguna (2024)
- Participación en BADA Feria de Arte. Feria de arte en México, Argentina y España, que impulsa el trato directo entre artistas y compradores. Semana del Arte (2025)

También, han participado en más de 100 eventos de venta de los productos editoriales y mercancía Mi Valedor en recintos culturales y artísticos, como Zona MACO, Feria de Arte Material,  Feria de Arte CLAVO, FIL Zócalo, Feria del libro de la Alameda y más.

### Social
Se han impartido más de 30 pláticas de sensibilización sobre temas de pobreza y exclusión en instituciones académicas como La Salle, TEC, Ibero y con empresas del sector privado. Estas charlas permiten crear un espacio seguro en el que las personas participantes se sientan cómodas de preguntar, convivir y de-construir narrativas que contribuyen a la exclusión.
Mi Valedor fue invitado al taller impartido con el tour de letras de Cultura UNAM en 2024, en el que alumnos de preparatoria y universidad reflexionaron sobre la situación de calle para generar sensibilización y concientización a través de 2 actividades La tela de juicios y el mural La Calle Imaginaria.

### Política
Mi Valedor colabora constantemente con instituciones públicas y académicas para incidir en las políticas que afectan a la población con la que trabajamos. Llevan a cabo jornadas de capacitación a funcionarios que brindan atención de primera línea a poblaciones callejeras, a la par de conferencias de concientización y sensibilización en espacios como el Poder Judicial de la Federación, Congreso de la Unión y la Alcaldía Cuauhtémoc. 
En el Poder Judicial de la Federación, se presentó el libro Respira profundo Fredi, se valiente compartiendo la historia de vida, resiliencia y superación del valedor Fredi que nació en las calles y ahora es un artista, educador de calle y colaborador en la organización. También en el Palacio Legislativo de San Lázaro, se presentó el libro Un Migrante de Honduras sobre migración, discriminación y calle escrito por el valedor David y acompañado de una exposición fotográfica temporal. Han creado una alianza con la Secretaría Federal del Trabajo para dar de alta en el Sistema Nacional de Empleados a beneficiarios y considerar opciones laborales. 
Colaboran en un proyecto en conjunto con el Consejo para Prevenir la Discriminación en la CDMX para generar una investigación que revise política pública sobre la situación de calle basada en una perspectiva de cuidados comunitarios y justicia restaurativa.
Mi Valedor ha participado en convenciones, coloquios y espacios académicos nacionales e internacionales con el fin de tejer redes con otras organizaciones, compartir experiencias y aprendizajes, y abogar por los derechos de las personas en situación de calle y vulnerabilidad: 
- Arts & Homelessness, Londres, 2025
- CISCAL, Conferencia Sobre Situación de Calle en América Latina, Bogotá, 2024
- INSP Liverpool, 2024
- 3º Festival Iberoamericano de la libertad, Complejo Cultural Los Pinos, 2024
- CISCAL, Conferencia Sobre Situación de Calle en América Latina, 2023
- 2º Festival Iberoamericano de la libertad, Complejo Cultural Los Pinos, 2023
- Miércoles de SOMA, 2023
- 1º Festival Iberoamericano de la libertad, Complejo Cultural Los Pinos, 2022
- INSP Milán, 2022
- INSP Manchester, 2019
- Mochila: Small Journals and Independent Publishing, Escuela de Artes Visuales de Nueva York, 2019
- INSP Glasgow, 2018
- INSP Atenas, 2016
- INSP Seattle, 2015.

- Datos: Q135397336
- Multimedia: Mi Valedor / Q135397336